# Причини Другої світової війни
Серед основних причин Другої світової війни були формування італійського фашизму в 1920-ті роки, японського мілітаризму і особливо перевороту в 1933 році Націонал-соціалістичної робітничої партії Німеччини.

## Передумови Другої світової війни
На думку Вінстона Черчилля, Друга світова війна являє собою заключний епізод ланцюга взаємопов'язаних і взаємно обумовлених подій, які радикально змінили світовий порядок. Стосовно Європи він назвав цей період «Другою тридцятилітньою війною» (1914—1945 роки).

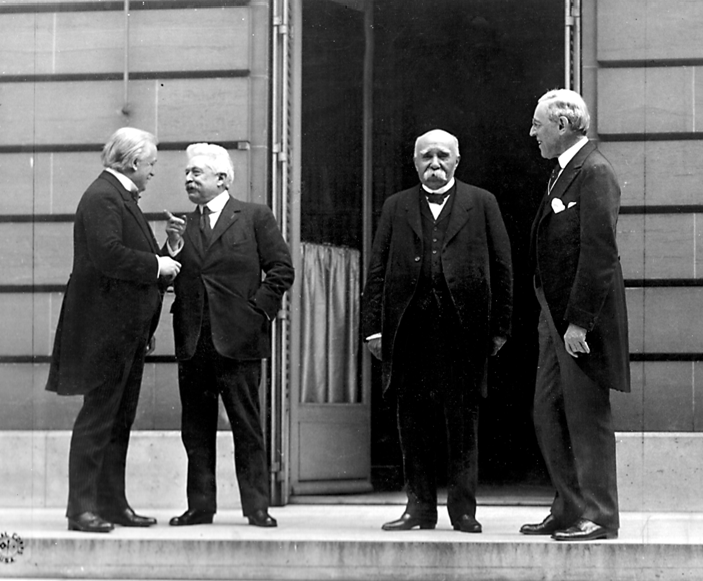
Велика четвірка (зліва направо: Девід Ллойд Джордж, Вітторіо Емануеле Орландо, Жорж Клемансо, Вудро Вільсон) після підписання Версальського договору

Безпосереднім чином передумови війни випливають із так званої Версальсько-Вашингтонської системи — розстановки сил, що склалася після Першої світової війни. Головні переможці (Франція, Велика Британія, США) виявилися нездатні зробити нову систему світоустрою стійкою — переможені були максимально принижені, дві ключові держави-супротивники (Австро-Угорщина і Туреччина) розчленовані. Німеччина була позбавлена можливості повноцінно брати участь у міжнародних справах, обмежена у можливості створити повноцінні збройні сили і обкладена контрибуцією, але при цьому не була розділена.
Після того, як 7 травня 1919 року стали відомі умови мирного договору у Версалі, на наступний день президент Еберт заявив, що ці умови і репарації, в них обумовлені, не можуть бути виконані німецьким народом навіть при крайній напрузі всіх його сил. Він підкреслив, що на таких умовах неможливо забезпечити довгого миру в Європі на базі співробітництва між народами. І нова кровопролитна війна буде неминучою.
У країнах-переможниць спостерігався розлад, який пояснювався в тому числі складністю ситуації, в якій вони опинилися. Італійський прем'єр-міністр Вітторіо Орландо демонстративно покинув Версальську конференцію. Конгрес США відмовився розглядати угоду про створення Ліги Націй — нового міжнародного органу, який повинен був вирішувати міжнародні суперечки.
При цьому перед переможцями встала складна двоїста задача — ліквідувати загрозу зі сторони Німеччини і нову небезпеку — поширення комунізму з більшовицької Росії. Вихід був знайдений у створенні буферних держав, була узаконена, після розпаду Австро-Угорщини, незалежність Угорщини, проголошення ніколи раніше не існуючої Чехословаччини. Було визнано відтворення Польщі (незалежність якої, за іронією долі, була формально проголошена ще в 1916 німецькими окупантами), їй були передані деякі східнонімецькі землі і виділений «коридор» до Балтійського моря. Були визнані прибалтійські держави, які відокремилися від Росії, але при цьому литовський Віленський край опинився у складі Польщі, а німецька Клайпедська область, навпаки, відійшла до Литви. Румунії була передана Трансільванія. Ще один угорський регіон — Воєводина — опинився в складі Королівства сербів, хорватів і словенців — майбутньої Югославії.
Таким чином, було створено постійне джерело напруги для Німеччини на сході та більшовицької Росії на заході. Росія була виключена з Версальського процесу. Російські більшовики декларували необхідність світової революції і повалення буржуазних урядів у всьому світі, а білі у ході конференції терпіли поразки від червоних і сильно залежали від іноземної допомоги, не представляючи собою виразного суб'єкта. Туреччина була позбавлена територій за межами Малої Азії і Санджаку, в ході Версальської конференції ледь не позбулася державності. Виявилося, що чи не всі країни Східної Європи мають одна до одної претензії. За межами конференції залишилася ситуація в Азії — японські претензії на управління Китаєм.

## Політика ремілітаризації Німеччини

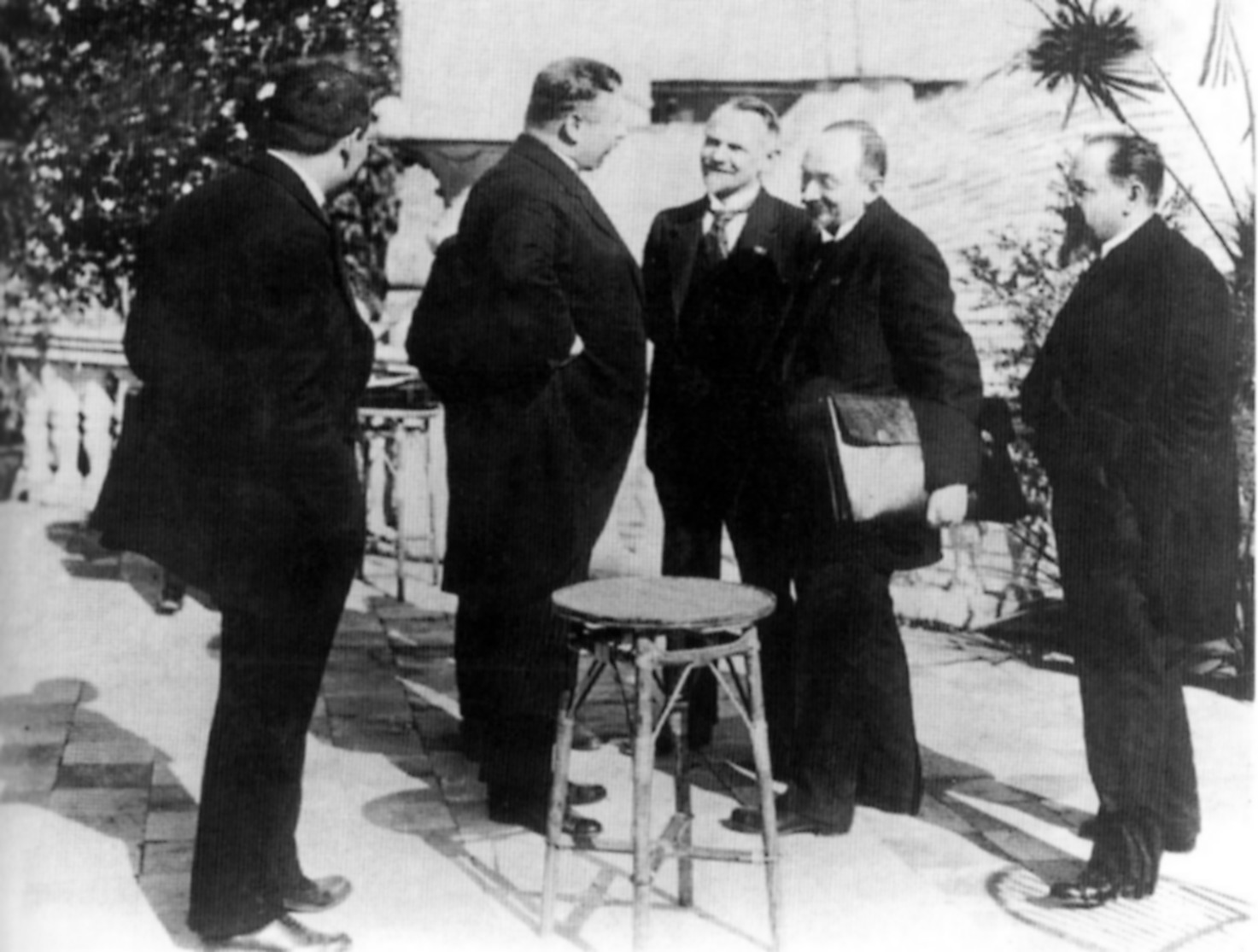
Представники радянської та німецької сторін у Рапалло

Версальська система, гарантами якої на континенті були Франція і малі країни Східної Європи, не могла бути ефективною, тому що її прямими та непрямими жертвами були дві найбільші держави континенту — Німеччина і Росія. Однак 16 квітня 1922 року Німеччина і Радянська Росія підписали Рапалльський договір, завдяки цьому була можливість хоч трохи, але підтримувати і взаємно розвивати військово-технічний потенціал, накопичений в роки Першої світової війни. У той час як Червона Армія використовувала технічні досягнення німецької військової промисловості і сучасні організаційні методи німецького генштабу, рейхсвер отримав можливість готувати групи льотчиків, танкістів і фахівців з хімічної зброї (газів) у трьох власних школах, а також за допомогою дочірніх підприємств німецької військової промисловості в Росії навчати своїх офіцерів поводження з новою зброєю, виготовлення і володіння якою було заборонено Німеччині.
Зі свого боку Велика Британія і США не були зацікавлені в різкому ослабленні Німеччини, вбачаючи в ній противагу французькому домінуванню в Західній Європі. Криза 1923 року переконала їх у небезпеці приходу до влади в Німеччині реваншистських сил. Тому в 1924 році Британія і США домагаються прийняття «Плану Дауеса», що дозволяв Німеччині отримувати позики США для погашення репарацій. Це дозволило Німеччині вже до 1927 року відновити військово-промисловий потенціал. У 1930 році був прийнятий ще більш м'який «план Юнга», що надавав Німеччині відстрочення на погашення репарацій на період кризи.
Німеччині в результаті плебісциту був повернутий Саар, але при цьому зберігалася демілітаризація Рейнської області, у Східній Європі утворилася «Мала Антанта» — система французьких гарантій новим буферним державам.

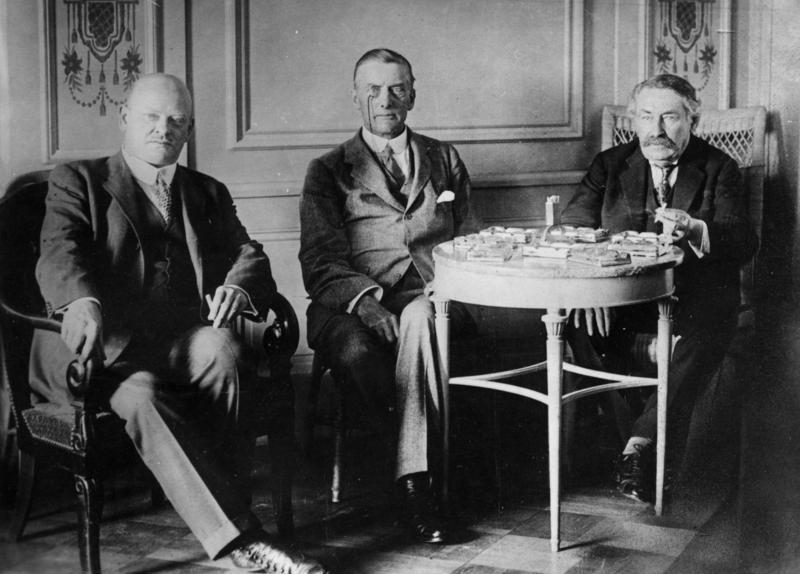
Густав Штреземан, Остін Чемберлен і Арістид Бріан під час переговорів в Локарно

Франція і Велика Британія спробували розмити особливий характер радянсько-німецьких відносин. Такому курсу активно сприяв міністр закордонних справ Німеччини Г. Штреземан, який стверджував, що в Німеччині більше спільного з країнами Заходу, ніж з СРСР. З цією метою Німеччина, Франція та Велика Британія підписали у 1925 році Локарнський договір. Згідно з його умовами Париж і Лондон гарантували непорушність західного кордону Німеччини, але не дали аналогічних гарантій стосовно її східних кордонів. Це становило безпосередню небезпеку для Польщі, Чехословаччини та Литви, які у Франції розглядалися як противага Німеччині та СРСР («Мала Антанта»). Після Локарно в Німеччину кинувся капітал, в основному американський, прискорюючи її модернізацію промисловості. Угода в Локарно породила глибоку недовіру до французької політики в Східній Європі, що багато в чому зірвало переговори про створення системи колективної безпеки в Європі у 1930-ті роки.

## Становлення нацизму в Німеччині
При цьому Німеччина — головна держава, що програла — залишалася вкрай нестабільною. У країні було введено демократичний устрій (Веймарська республіка), але при цьому більшість населення було незадоволено низьким рівнем життя і дуже високим рівнем інфляції. Сильні позиції займали ліві радикали. У певний момент Німеччина схилилася до реваншизму. Після смерті президента-соціаліста Фрідріха Еберта його місце зайняв Гінденбург Пауль — провідний німецький воєначальник Першої світової війни. Світова економічна криза, що розпочалася в 1929 році завдала Німеччині більший збиток, ніж іншим країнам, незважаючи на надзвичайні укази канцлера Генріха Брюнінга про скорочення заробітної плати і нові податки, державний бюджет Німеччини мав мільярдний дефіцит — падіння доходів і безробіття наклалися на національне приниження і обтяжливі репарації.

Логотип Націонал-соціалістичної робітничої партії Німеччини

В цих умовах все більшу популярність в Німеччині стала набувати Націонал-соціалістична робітнича партія — організація, яка проголошувала своїми цілями одночасно національне відродження і соціальний захист населення. Нацисти заявили, що причиною проблем є обмеження німецької нації — Версальська система в міжнародній політиці, євреї та комуністи всередині країни. Прості гасла, схильність до театралізованності і емоційність лідера нацистів — Адольфа Гітлера привернули увагу виборців, а потім і німецької еліти, фінансово-промислових кіл, військових, прусського дворянства. В середині 1930 року, згідно з «планом Юнга», розмір репарацій був зменшений, а, з оголошенням Сполученими Штатами мораторію, Німеччина припинила виплату репарацій. На початку 1933 року Гінденбург призначив Гітлера главою уряду — канцлером. Через кілька місяців, влаштувавши провокацію з підпалом Рейхстагу (будівлі німецького парламенту), Гітлер звинуватив у зраді Батьківщині своїх головних супротивників — комуністів. Цей привід був використаний для встановлення партійної диктатури нацистів, яка швидко перетворилася на особисту диктатуру Гітлера. Всі партії, крім нацистської, були розпущені, їх лідери поміщені в концтабори. Восени 1933 року авіаційна школа в Липецьку і інші військові об'єкти Німеччини на території Радянського Союзу були закриті, німецькі військові фахівці повернулися на батьківщину.
З приходом Гітлера до влади, Женевська конференція по роззброєнню, зусиллями Франції, Великої Британії, Італії та Німеччини, перетворилася на ширму, що прикривала легалізацію озброєння третього рейху. Якщо в 1933 році військові витрати третього рейху складали 4 % від усього бюджету, в 1934 −18 %, то в 1936 році- вже 39 %. А в 1938 році на них припадало 50 %. Після того як Німеччина відкрила собі шлях до необмеженого озброєння на суші, була укладена англо-німецька військово-морська угода. До кінця 1936 року в Німеччині налічувалося 14 армійських корпусів і одна кавалерійська бригада. Регулярна армія досягла чисельності 700—800 тис. осіб. 1936 року Німеччина мала вже не менше 1 500 танків, військово-повітряний флот налічував 4 500 літаків, з них 1 900 першої лінії. По всій Німеччині була розгорнута широка мережа аеродромів, число яких перевищувало 4006. У 1939 році сухопутні війська третього рейху налічували 2,6 млн осіб, ВПС — 400 тис., ВМФ — 50 тис. осіб.

## Німецький і італійський експансіонізм

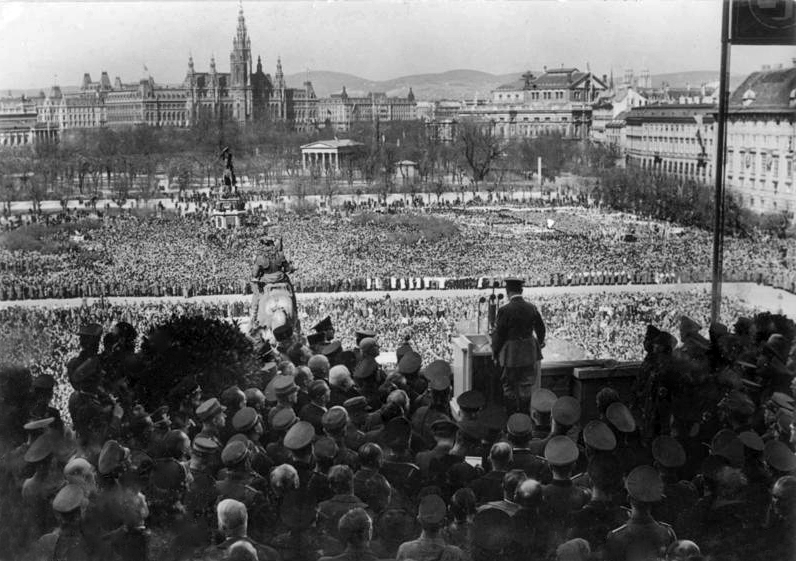
Гітлер оголошує Аншлюс у Відні, 15 березня 1938 року

В європейській політиці склалася нова ситуація — Німеччина знову стала самостійним суб'єктом. Гітлер виступав з агресивними гаслами, які стосувалися одночасно країн Заходу і комуністичної Росії (СРСР). В економічній політиці він взяв курс на відновлення військової промисловості (яка домінувала в кайзерівській Німеччині початку XX століття) і відновлення німецької військової інфраструктури. В своїй політиці в цей період Гітлер використовував метод залякування переможців Першої світової війни комуністичною загрозою, яка надходила з боку СРСР, представляючи свою країну як буфер між Заходом і Радянським Союзом. В 1935 році Німеччина оголошує про те, що в її армії утворені авіаційні частини, потім вводить загальну військову повинність. У 1936 році німці безкарно вводять війська у демілітаризовану Рейнську область. У 1938 році виявляється, що Гітлер у стані, всупереч волі Італії, провести «аншлюс» Австрії, а потім організувати «Судетську кризу» — «національний рух» німців на заході і півночі Чехословаччини за приєднання до Німеччини. Велика Британія та Франція поступаються Гітлеру (політика «умиротворення»), і не перешкоджають аншлюсу.
Фашистська Італія проводила не менш агресивну політику. У 1935–1936 здійснено вторгнення в Ефіопію, яке викликало засудження світової спільноти і навіть привело Італію до виходу з Ліги Націй у 1937, проте вся територія Ефіопії була окупована і включена до складу італійських колоніальних володінь в Африці.

В опублікованій в СРСР у вересні 1938 року книзі «Історія ВКП(б). Короткий курс» після опису міжнародної обстановки в 1935—1938 роках говорилося: 
Всі ці факти показують, що друга імперіалістична війна на ділі вже почалася. Почалася вона нишком, без оголошення війни. Держави і народи якось непомітно вповзли в орбіту другої імперіалістичної війни. Почали війну в різних кінцях світу три агресивних держави — фашистські правлячі кола Німеччини, Італії і Японії. Війна іде на величезному просторі від Гібралтару до Шанхаю. Війна вже встигла втягнути в свою орбіту понад півмільярда населення.
22 березня 1939 року в Берліні було підписано німецько-литовський договір про передачу Німеччині Мемельської області з портом Мемель. Приводом для анексії послужили місцеві вибори в грудні 1938 року, на яких німці отримали понад 90 % голосів. На цій підставі Берлін зажадав передачі Мемеля, за допомогою посилання на національне самовизначення жителів краю.

## «Політика умиротворення» та її наслідки
Основна стаття: Політика умиротворення
Велика Британія та Франція приймають тактику, яка в радянській історіографії носить назву «умиротворення агресора».

Територіальні поступки Чехословацької республіки за Мюнхенською угодою
1. Судети передані Рейху в жовтні 1938
2. Чеський Тешин переданий Польській республіці 2 жовтня 1938
3. Територія, зайнята Королівством Угорщина у листопаді 1938
4. Карпатська Україна зайнята Королівством Угорщина у березні 1939
5. Решта Чехії перетворена на Протекторат Богемії і Моравії у березні 1939
6. Сателітна держава Словацька республіка

У 1938 році30 вересня з Англією, і 6 грудня з Францією, Німеччина підписала декларацію про ненапад.

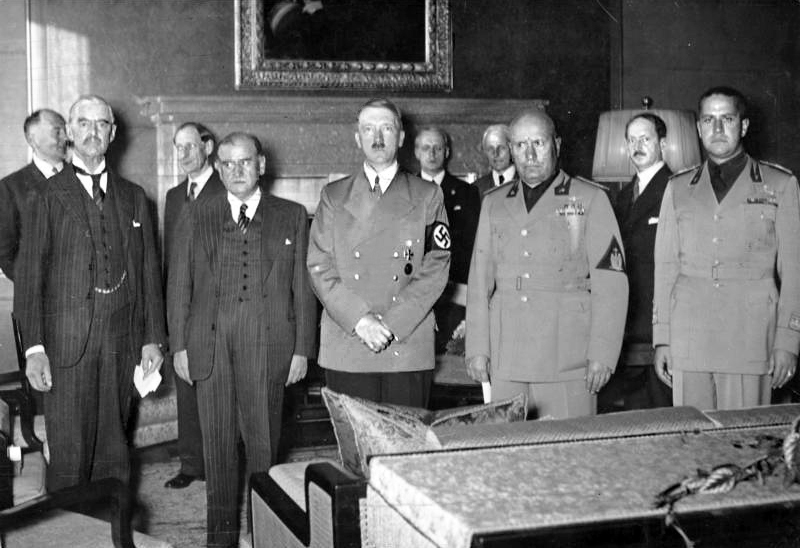
Зліва направо: Чемберлен, Даладьє, Гітлер, Муссоліні і Чіано під час підписання Мюнхенської змови

На саміті в Мюнхені прем'єр-міністри цих країн Невілл Чемберлен і Едуар Даладьє дають згоду на включення Судетської області до складу Німеччини (Мюнхенська змова), незважаючи на те, що перш, навіть при кайзері, ця територія до складу Німеччини не входила. В дипломатичну гру включається Радянський Союз — він пропонує свою допомогу Чехословаччині на випадок війни з Німеччиною, навіть у тому випадку, якщо всупереч пакту Франція цього не зробить, а Польща і Румунія відмовляться пропустити радянські війська. Позиція Польщі виражалася в заявах про те, що у випадку нападу Німеччини на Чехословаччину вона не стане втручатися і не пропустить через свою територію Червону армію, крім того, негайно оголосить війну Радянському Союзу, якщо він спробує направити війська через польську територію для допомоги Чехословаччині, і якщо радянські літаки з'являться над Польщею по дорозі в Чехословаччину, вони негайно ж будуть атаковані польською авіацією. Франція і Чехословаччина відмовилися від військових переговорів, а Англія і Франція блокували радянські пропозиції про обговоренні проблеми колективної підтримки Чехословаччини через Лігу Націй.
Англія і Франція заявили, що в разі війни вони підтримають Чехословаччину, але якщо Німеччина не допустить війни, то вона отримає все, що хоче. Під тиском Англії і Франції, Чехословаччина приймає мюнхенські умови і залишає Судетську область, де розташовані її оборонні укріплення, створені на випадок війни з Німеччиною, опиняючись беззахисною перед можливою (і майбутньою) німецькою агресією.
У березні 1939 року Німеччина окуповує Чехословаччину, перетворює Чехію Протекторат Богемії і Моравії, а Словаччину — на свого сателіта. Під загрозою застосування військової сили Польща отримує район Тешена (Тешенскую Сілезію), а Угорщина — частину Словаччини. Потім Гітлер пред'являє претензії до Польщі — спочатку про надання екстериторіальної сухопутної дороги до Східної Пруссії, а згодом — про проведення референдуму про приналежність «польського коридору». За версією Гітлера, у референдумі повинні були взяти участь люди, що проживали на цій території у 1918 році. Після надання Польщі гарантій її незалежності з боку Великої Британії і Франції стає ясно, що війна Німеччини з цими державами дуже ймовірна. Радянський Союз опинився в стані повної міжнародної ізоляції, в умовах коли війна в Європі могла початися незабаром.
В результаті такої політики стримування в руки німецьких військових концернів перейшли десятки металургійних заводів і електротехнічних підприємств, понад 100 шахт, понад 400 хімічних підприємств. Вермахт отримав у своє розпорядження 1865 тисяч легкових автомобілів і вантажівок, 469 танків, 1500 літаків, понад 500 зенітних гармат, 43 тисячі кулеметів, понад 1 мільйон гвинтівок, 1 мільярд патронів, 3 мільйони артилерійських снарядів. Крім двох великих танкобудівельних заводів, «Шкода» та CKD (Cesco-moravska Kolben Danek), які виробляли танки LT-35 і TNTP або LT-38 відповідно, Гітлер захопив автомобільні заводи «Прага» і «Татра», які продовжили випуск машин для Німеччини.
Чеські танки в складі німецьких танкових підрозділів брали участь у польській і французьких кампаніях. Навесні 1941 року чеські бронемашини становили 25 відсотків всього танкового парку вермахту. Для вторгнення в СРСР 6-а танкова дивізія була все ще частково оснащена танками 35(t), а 7, 8, 12, 19, 20 та 22-а танкові дивізії — танками 38(t). В СРСР 6-а танкова дивізія взяла 103 танка 35(t) у складі 4-ї танкової групи, кинутої на Ленінград.

## Німецько-радянські відносини і ескалація конфлікту в Європі
Західні держави направляють в СРСР військові місії для проведення переговорів про укладення військового союзу. Однак переговори виявляються безуспішними і заходять в глухий кут, незважаючи на висунуті СРСР 17 квітня 1939 року пропозиції про створення єдиного фронту взаємодопомоги між Великою Британією, Францією і СРСР. На думку Черчилля, «перешкодою до укладення угоди служив жах, який прикордонні держави відчували перед радянською допомогою у вигляді радянських армій… Польща, Румунія, Фінляндія і три прибалтійські держави не знали, чого вони найбільше боялися — німецької агресії або російського порятунку…навіть зараз [[[1948|1948 року]]] не може бути сумнівів у тому, що Англії та Франції слід було прийняти пропозицію Росії, проголосити троїстий союз».
До того часу загроза ізоляції СРСР стала ще більш реальною. Що почалися в 1939 році переговори з Англією і Францією йшли мляво і явно заходили в глухий кут. Стало відомо, що міністр зовнішньої торгівлі Англії ще в червні зробив представникам Німеччини пропозицію про врегулювання економічних і політичних відносин. Більше того, під час таємних переговорів, які велися в Лондоні обговорювалося розмежування сфер впливу між Англією та Німеччиною, плани захоплення нових та експлуатації існуючих світових ринків, включаючи «ринки Росії, Китаю та ряду інших країн».
Опинився перед загрозою практично повної зовнішньополітичної ізоляції в травні 1939 рокуЙосип Сталін замінює наркома закордонних справ Максима Літвінова, В'ячеславом Молотовим. За словами Черчилля, «для безпеки Росії була потрібна зовсім інша зовнішня політика, і потрібно було знайти для неї нового виразника». Хоча Молотов і до цього, будучи головою уряду, вів з 1939 року всі переговори з Німеччиною, на Заході це обставина, а також курс, що проводиться новим наркомом, сприймається як розворот СРСР в сторону Німеччини.

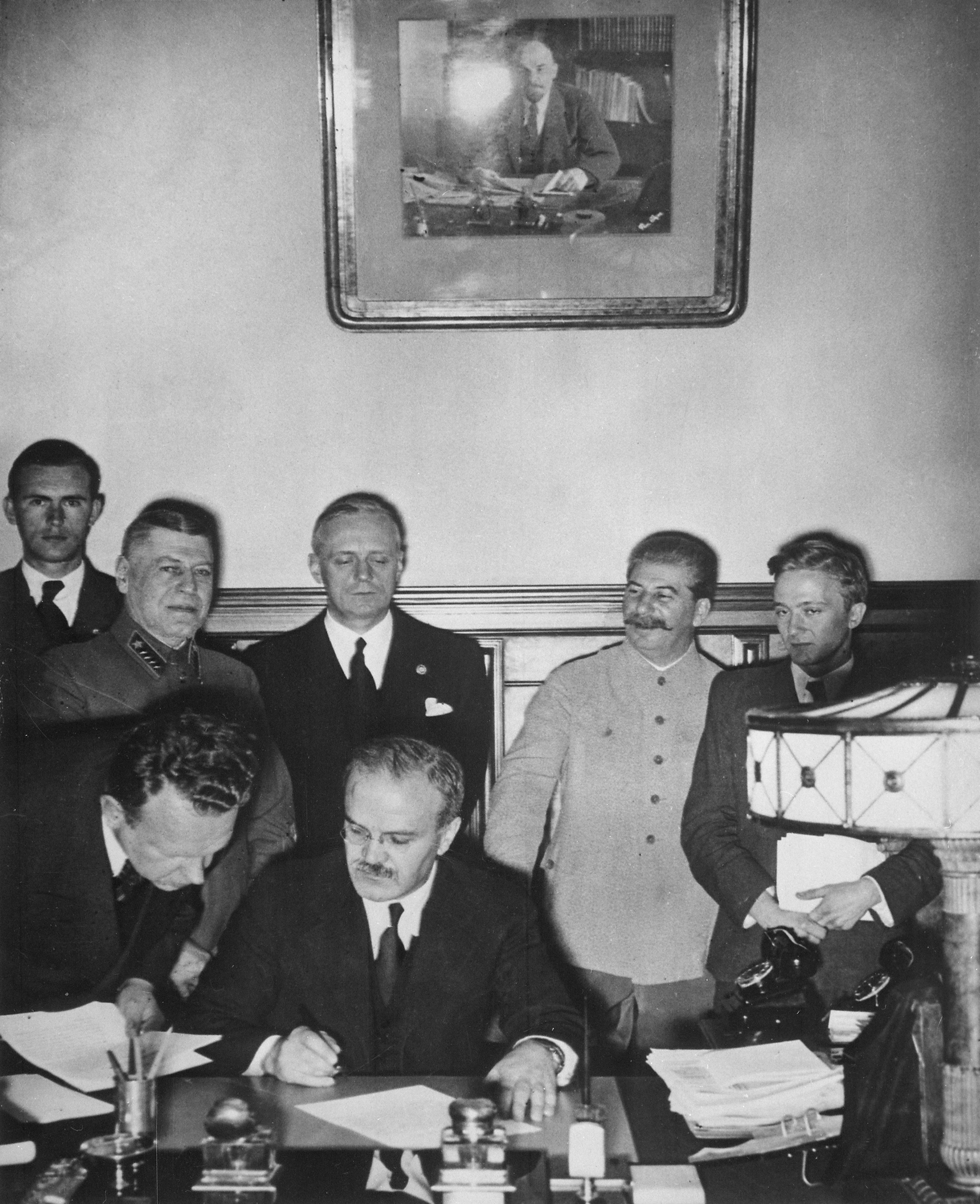
Молотов підписує договір про ненапад, за ним Ріббентроп, праворуч Сталін

У серпні 1939 року в Москві підписано Договір про ненапад між СРСР і Німеччиною, а також таємні додатки до нього. Радянському керівництву стає відомо про майбутнє вторгнення Німеччини в Польщу, Сталін затверджує розділ Польщі між СРСР і Німеччиною приблизно по лінії Керзона — кордоні Росії та Польщі, яка пропонувалася при встановленні нових розмежувальних ліній за підсумками Першої світової війни. В склад Радянського Союзу в разі німецько-польської війни повинні увійти території Західної України і Західної Білорусі, які опинилися в складі Польщі за результатами радянсько-польської війни 1920 року; до сфери радянських інтересів також включалися Латвія і Естонія.
1 вересня 1939 року Німеччина влаштовує провокацію і вторгається в Польщу. У зв'язку з узятими на себе зобов'язаннями оголошують війну Німеччині Велика Британія (і деякі її домініони) і Франція. Починається Друга світова війна. 17 вересня на польську територію входять радянські війська.
28 вересня СРСР і Німеччина підписали Німецько-Радянський договір про дружбу і кордон. У відповідності з таємним додатком до нього, змінена межа сфер впливу — Німеччина отримала східну частину Варшавського і Люблінське воєводства колишньої Польщі, а в сферу впливу СРСР включена Литва (за винятком невеликого округу з центром у місті Сувалки).

## Ескалація конфлікту в Азії

Емблема Ґоміньдану

У 1910-ті — 30-ті роки Китай перебував у стані політичної роздробленості. Численні фракції вели збройну боротьбу за владу. Але до 30-х років виділилася сила, яка ставить метою об'єднання країни під своєю владою — націоналістична партія Гоміньдан, на чолі якої стояв Чан Кайші. Націоналісти вели війни з воєначальниками-мілітаристами і комуністами.
Японська імперія, володіючи мізерними ресурсами в метрополії, в свою чергу, намагалася скористатися слабкістю Китаю для отримання контролю над його багатими ресурсами і ринками збуту і проводила там у 30-х роках військові кампанії і влаштовувала численні «інциденти», проводячи агресивну політику. Ліга Націй безуспішно намагалася врегулювати конфлікт, що призвело до виходу Японії з її складу. До кінця 1930-х японська армія окупувала весь Північно-Східний Китай. У 1937 році після чергової провокації розгорнулися широкомасштабні бойові дії між Квантунською армією та військами китайського уряду — почалася Японо-китайська війна (1937—1945), яка з 1939 стала частиною Другої світової.

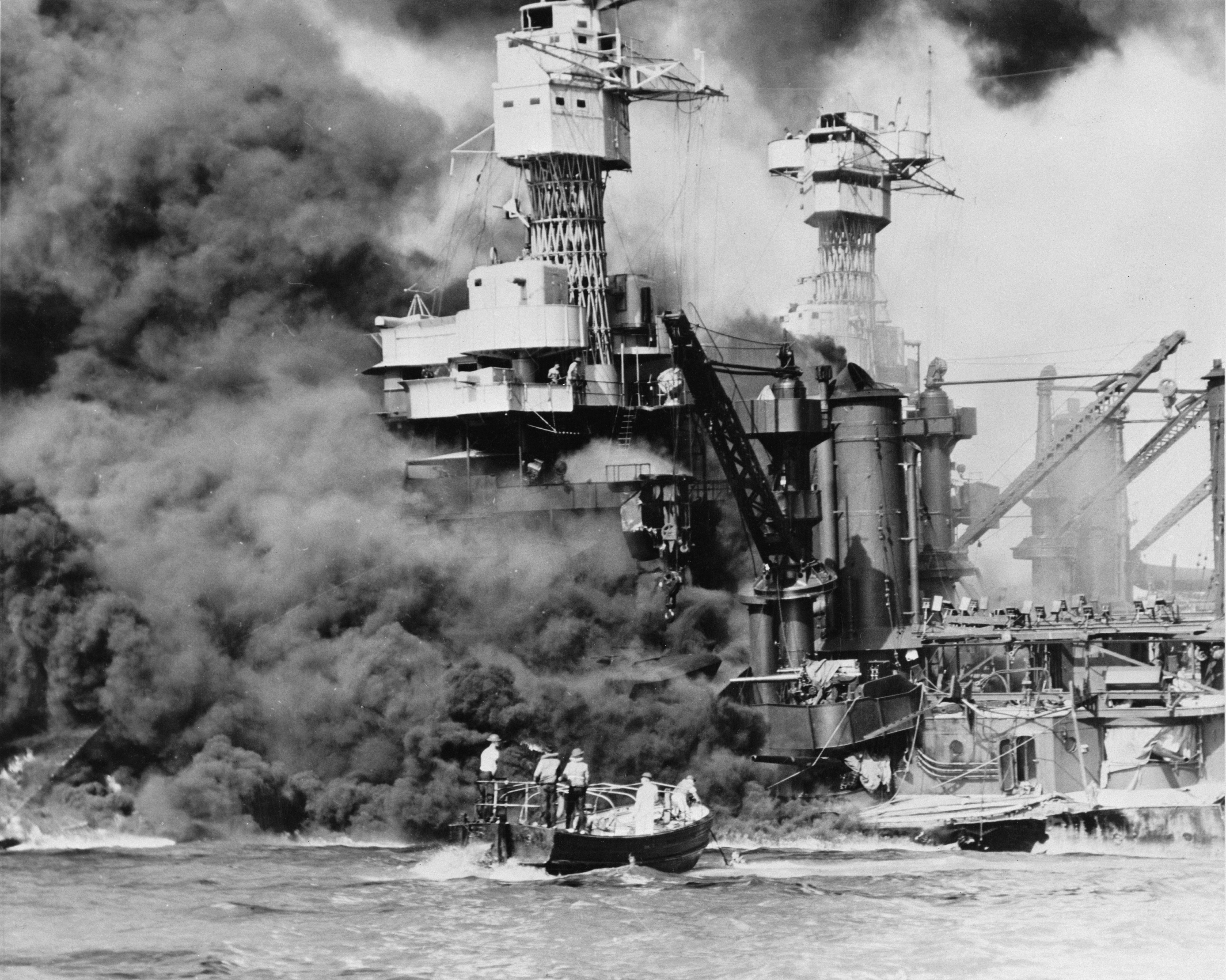
Атака на Перл-Гарбор

Економічні санкції, застосовувані Великою Британією, Нідерландами і США до Японії з метою змусити її вивести війська з Китаю, штовхали її до оголошення війни цим державам. Це призвело до розширення конфлікту в Азії. У 1941 Японія почала війну проти США, зробивши авіаналіт на Перл-Гарбор. Таким чином Друга світова війна розгорнулася і в Азії.